# Liste der Stolpersteine in Prag-Holešovice

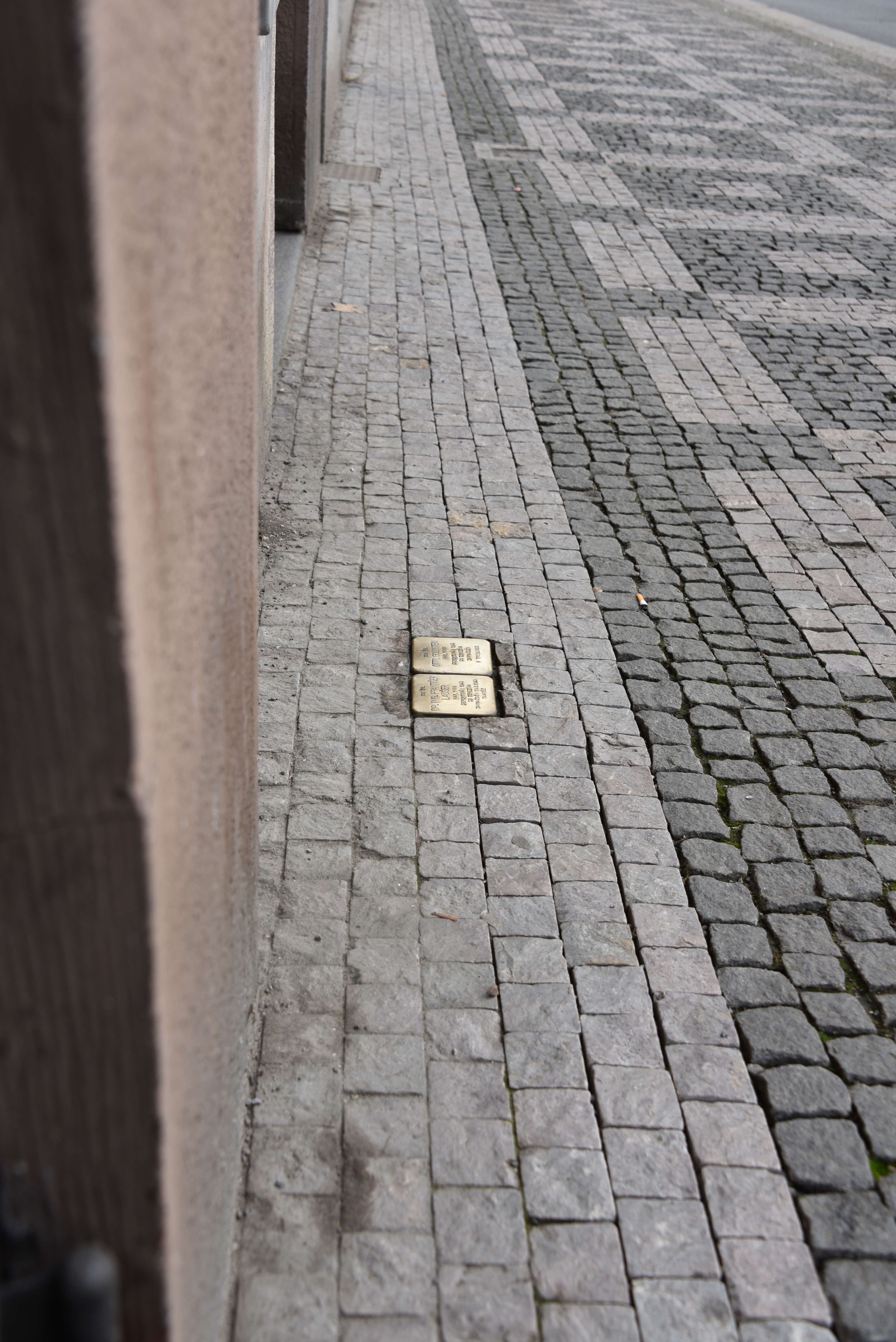
Stolperstein für Otto Goldstein und Frantisek Lauser in Prag-Holešovice

Die Liste der Stolpersteine in Prag-Holešovice enthält die Stolpersteine, die im Prager Stadtviertel Holešovice, bis 1960 Holešovice-Bubny ([ˈɦolɛʃovɪtsɛ], deutsch Holleschowitz-Buben) verlegt wurden. Der Bezirk zählt heute großteils zu Prag 7, ein kleinerer Teil befindet sich in Prag 1. Stolpersteine erinnern an das Schicksal der Menschen, welche von den Nationalsozialisten in Tschechien ermordet, deportiert, vertrieben oder in den Suizid getrieben wurden. Die Stolpersteine wurden von Gunter Demnig verlegt.
Das tschechische Stolpersteinprojekt Stolpersteine.cz wurde 2008 durch die Česká unie židovské mládeže (Tschechische Union jüdischer Jugend) ins Leben gerufen und stand unter der Schirmherrschaft des Prager Bürgermeisters. Die Stolpersteine liegen vor dem letzten selbstgewählten Wohnort des Opfers. Die Stolpersteine werden auf Tschechisch stolpersteine genannt, alternativ auch kameny zmizelých (Steine der Verschwundenen).
Die Tabellen sind teilweise sortierbar; die Grundsortierung erfolgt alphabetisch nach dem Familiennamen.

## Holešovice
| Stolperstein | Übersetzung | Verlegeort           | Name, Leben |
| ------------ | --- | -------------------- | --- |
|              | HIER LEBTE ING. JOSEF BERGMANN GEB. 1880 DEPORTIERT 1942 NACH THERESIENSTADT 1944 NACH AUSCHWITZ ERMORDET               | Pplk. Sochora 739/36 | Ing. Josef Bergmann wurde am 2. September 1880 in Krymlov geboren. Er war Ingenieur und hatte die österreichische Staatsbürgerschaft. Am 30. Januar 1942 wurde er mit dem Transport V von Prag ins Konzentrationslager Theresienstadt deportiert. Seine Transportnummer war 7 von 1.002. Dort wurde er nahezu drei Jahre lang interniert. Am 28. Oktober 1944 wurde er mit dem Transport Ev in das Konzentrationslager Auschwitz deportiert. Seine Transportnummer war 90 von 2.035. Dort wurde er vom NS-Regime ermordet. |
|              | HIER LEBTE JUDR. ARNOŠT CANTOR GEB. 1865 DEPORTIERT 1942 NACH THERESIENSTADT ERMORDET 1942 EBENDORT                     | Schnirchova 1085/27  | Dr. Arnošt Cantor, auch Ernst, wurde am 13. Februar 1865 in Teplice geboren. Seine Eltern waren Wilhelm Cantor (1824–?) und Jetty geb. Kohn (1831–1921). Er hatte sieben Geschwister, darunter seine Zwillingsschwester Ernestine. Er studierte Rechtswissenschaften an der Karls-Universität in Prag, wurde Rechtsanwalt und heiratete Selma geb. Mandelbaum, geboren am 21. Juni 1878. Das Paar hatte drei Kinder: - Fanny (geb. am 28. Oktober 1902 in Teplice, verheiratet mit Max Jaffe) - Lotta (geb. am 2. April 1904) - Vilém (geb. am 2. Mai 1907, verheiratet mit Greta, zwei Töchter). Von 1914 bis zur Nazi-Besetzung des Sudetenlandes diente er als Vorsitzender der jüdischen Gemeinde von Teplice. Danach flüchtete er nach Prag. Er war auch ein Mitglied des Obersten Rates der jüdischen Gemeinden der Tschechoslowakei und Delegationsmitglied der Jüdischen Partei in der Tschechoslowakei, die intervenierte um die Rechte der Juden im Sudetenland zu schützen. Sein letzter Wohnsitz vor der Deportation war in Prag VII, Schnirchova 13. Am 2. Juli 1942 wurde er mit Transport AAl ins KZ Theresienstadt deportiert. Seine Transportnummer war 923 von 1.005. Fünf Monate später, am 30. November 1942, verstarb er in Theresienstadt. Seine Tochter Fanny Jaffe wurde 1944 in Auschwitz ermordet. Das Schicksal seiner Tochter Lotta und seines Sohnes Vilém ist unbekannt. Seine Frau starb 1945. |
|              | HIER LEBTE OTTO GOLDSTEIN GEB. 1868 DEPORTIERT 1942 NACH THERESIENSTADT ERMORDET IN TREBLINKA                           | Kostelní 875/6       | Otto Goldstein, auch Ota, wurde am 10. November 1868 in Borotín geboren. Seine Eltern waren Michala oder Cecil Goldstein und Anna geb. Steinerová. Er hatte zwei Brüder, Julius (geb. 1866) und Ignaz (geb. 1871). Er handelte mit Juwelen und war verheiratet mit Marie geb. Růžicková. Sein letzter Wohnort vor der Deportation war in Prag XI, Huttenova 32. Am 9. Juli 1942 wurde er mit dem Transport AAp ins Konzentrationslager Theresienstadt deportiert. Seine Transportnummer war 428 von 1.000. Drei Monate später, am 19. Oktober 1942, wurde er mit dem Transport Bw in das Vernichtungslager Treblinka deportiert. Seine Transportnummer war 271 von 2.002. Er wurde vom NS-Regime ermordet. Sein Bruder Ignaz wurde in Auschwitz getötet. Das Schicksal seiner Eltern und seines Bruders Julius ist unbekannt. |
|              | HIER LEBTE ROBERT LAŠ GEB. 1895 DEPORTIERT 1942 NACH THERESIENSTADT ERMORDET 1944 IN AUSCHWITZ                          | Na Maninách 1042/18  | Robert Laš, auch Robert Lasch, wurde am 19. Juni 1895 in Černovice geboren. Seine Eltern waren Salamon Lasch aus Bradáčov und Elisabeth geb. Peschek. Er hatte zehn Halbbrüder und Halbschwestern, alle geboren von der ersten Frau seines Vaters, Anna geb. Peschek, die Schwester seiner Mutter. Er war mit Gabriela verheiratet. Am 16. Juli 1942 wurden er und seine Frau mit dem Transport AAr in das Konzentrationslager Theresienstadt deportiert. Seine Transportnummer war 503 von 1.000. Drei Monate später, am 6. Oktober 1942, wurden das Ehepaar mit dem Transport Eo in das Konzentrationslager Auschwitz deportiert. Seine Transportnummer war 1044 von 1.550. Beide wurden vom NS-Regime ermordet. |
|              | HIER LEBTE GABRIELA LAŠOVÁ GEB. KOHNOVÁ GEB. 1894 DEPORTIERT 1942 NACH THERESIENSTADT ERMORDET 1944 IN AUSCHWITZ        | Na Maninách 1042/18  | Gabriela Lašová, auch Laschová, geb. Kohnová wurde am 24. Juni 1894 geboren. Sie war mit Robert Laš verheiratet. Am 16. Juli 1942 wurden sie und ihr Ehemann mit dem Transport AAr in das Konzentrationslager Theresienstadt deportiert. Ihre Transportnummer war 504 von 1.000. Drei Monate später, am 6. Oktober 1942, wurden das Ehepaar mit dem Transport Eo in das Konzentrationslager Auschwitz deportiert. Ihre Transportnummer war 1045 von 1.550. Beide wurden vom NS-Regime ermordet. |
|              | HIER LEBTE DR. ING. FRANTIŠEK LAUŠER GEB. 1889 DEPORTIERT 1943 NACH THERESIENSTADT ERMORDET 19.5.1943 EBENDORT          | Kostelní 875/6       | Dr. Ing. František Laušer wurde am 17. Dezember 1889 in Horní Ročov geboren. Seine Eltern waren Josef Lauscher (1858–1912) und Bertha geb. Wolf (1863–1940). Er hatte zwei Schwestern, Marta (geb. 1883, später Kronberger) und Marie (geb. 1885, später Jelinek). Er war mit Marie Laušer verheiratet. Sein letzter Wohnort vor der Deportation war in Prag II, Hálkova 8. Am 6. März 1943 wurde er mit dem Transport Cv ins Konzentrationslager Theresienstadt deportiert. Seine Transportnummer war 27 von 1.022. Er wurde am 19. Mai 1943 in Theresienstadt ermordet. Das Schicksal seiner Frau und seiner Schwestern ist unbekannt. |
|              | HIER LEBTE ERNESTINA METZL GEB. 1883 DEPORTIERT 1942 NACH THERESIENSTADT ERMORDET IN BARANAWITSCHY                      | Šternberkova 1357/10 | Ernestina Metzl wurde am 27. Oktober 1883 in Wien geboren. Ihre Eltern waren Moritz Metzl und Mathilde geb. Klein (1857–1896). Sie hatte zwei Schwestern und zwei Brüder: Gustav (geb. 1879), Franziska (1881–1883), Fritz (1886–1939) und Ella (geb. 1888). Es ist nicht bekannt, wann sie nach Prag gezogen ist, um bei ihrem Bruder Gustav und dessen Frau zu leben. Ihr letzter Wohnsitz vor der Deportation war in Prag VII., Šternberkova 10. Am 2. Juli 1942 wurde Ernestina Metzl mit Transport AAl ins Konzentrationslager Theresienstadt deportiert. Ihre Transportnummer war 660 von 1.005. Vier Wochen später, am 28. Juli 1942, wurde sie mit dem Transport AAy nach Baranawitschy deportiert. Ihre Transportnummer war 278 von 1.001. Ernestina Metzl wurde vom NS-Regime ermordet. Bruder Gustav und Schwägerin Ida Metzl wurden nach der Deportation nach Zamość ermordet. Schwester Ella und deren Ehemann Josef Bermann konnten auswandern und überleben. Josef Bermann starb 1949 in New York, Ella Bermann 1962 ebendort. Auch ihre beiden Söhne konnten überleben. |
|              | HIER LEBTE GUSTAV METZL GEB. 1879 DEPORTIERT 1942 NACH THERESIENSTADT ERMORDET IN ZAMOŚĆ                                | Šternberkova 1357/10 | Gustav Metzl wurde am 1. September 1879 im Bezirk Fünfhaus von Wien geboren. Seine Eltern waren Moritz Metzl und Mathilde geb. Klein (1857–1896). Er hatte drei Schwestern und einen Bruder. Er heiratete Ida geb. Fried. Es ist nicht bekannt, wann das Paar nach Prag zog. Ihr letzter Wohnsitz vor der Deportation war in Prag VII., Šternberkova 10. Am 28. April 1942 wurden Gustav Metzl und seine Frau mit dem Transport Ao ins Konzentrationslager Theresienstadt deportiert. Seine Transportnummer war 994 von 1.001. Zwei Tage später, am 30. April 1942, wurden die Eheleute mit dem Transport As nach Zamość deportiert. Seine Transportnummer war 994 von 1.000. Beide wurden vom NS-Regime ermordet. Zwei Monate später wurde seine Schwester Ernestine zuerst nach Theresienstadt, dann nach Baranawitschy deportiert. Auch sie verlor ihr Leben im Lauf der Shoah. Seine Schwester Ella und ihr Ehemann Josef Bermann konnten auswandern und überleben. Josef Bermann starb 1949 in New York, Ella Bermann 1962 ebendort. Auch ihre beiden Söhne konnten überleben. |
|              | HIER LEBTE IDA METZL GEB. FRIED GEB. 1887 DEPORTIERT 1942 NACH THERESIENSTADT ERMORDET IN ZAMOŚĆ                        | Šternberkova 1357/10 | Ida Metzl geb. Fried wurde am 2. August 1887 in Tábor in Böhmen geboren. Sie war mit Gustav Metzl aus Wien verheiratet. Es ist nicht bekannt, wann das Paar nach Prag übersiedelte. Ihre letzte Residenz vor der Deportation war in Prag VII., Šternberkova 10. Am 28. April 1942 wurden Ida Metzl und ihr Ehemann mit Transport Ao ins Konzentrationslager Theresienstadt deportiert. Ihre Transportnummer war 995 von 1.001. Zwei Tage später, am 30. April 1942, wurde das Ehepaar nach Zamość deportiert. Ihre Transportnummer war 995 von 1.000. Beide wurden vom NS-Regime ermordet. |
|              | HIER LEBTE MARTIN WELS GEB. 1925 DEPORTIERT 1942 NACH THERESIENSTADT ERMORDET AM 8.3.1944 IN AUSCHWITZ                  | Dobrovského 375/15   | Martin Wels wurde am 27. Juni 1925 geboren. Seine Eltern waren Ing. Rudolf Wels und Ida geb. Kohn. Er hatte einen älteren Bruder, Thomas Albert (geb. 1920). Der letzte Wohnsitz der Familie vor der Deportation war in Prag XII, Mánesova 53. Am 30. Januar 1942 wurden Martin Wels und seine Eltern verhaftet und mit dem Transport V in das Konzentrationslager Theresienstadt deportiert. Seine Transportnummer war 839 von 1.002. Neunzehn Monate später, am 6. September 1943, wurde die Familie mit dem Transport Dm in das Konzentrationslager Auschwitz deportiert. Seine Transportnummer war 2785. Mutter, Vater und Sohn wurden vom NS-Regime ermordet. Sein Bruder konnte überleben, er starb 1988 in England. |
|              | HIER LEBTE ING. ARCH. RUDOLF WELS GEB. 1882 DEPORTIERT 1942 NACH THERESIENSTADT ERMORDET AM 8.3.1944 IN AUSCHWITZ       | Dobrovského 375/15   | Rudolf Wels wurde am 28. April 1882 in Osek geboren. Seine Eltern waren Simon Wels (1853–1922) und Anežka geb. Pollatschek (gestorben 1883). Er hatte eine Schwester, Anna (später verheiratete Krebs), und einen Halbbruder, Otto (geb. 1895). Er war Ingenieur und verheiratet Ida geb. Kohn Das Ehepaar hatte zwei Söhne, Thomas Albert (geboren am 7. Juni 1920 in Cheb) und Martin (geb. 1925). Der letzte Wohnsitz der Familie vor der Deportation war in Prag XII, Mánesova 53. Am 30. Januar 1942 wurden Ing. Rudolf Wels, seine Frau und sein jüngerer Sohn verhaftet und mit dem Transport V in das Konzentrationslager Theresienstadt deportiert. Seine Transportnummer war 837 von 1.002. Neunzehn Monate später, am 6. September 1943, wurde die Familie mit Transport Dm in das Konzentrationslager Auschwitz deportiert. Seine Transportnummer war 2766. Vater, Mutter und Sohn wurden vom NS-Regime ermordet. Sein Sohn Thomas Albert konnte überleben, er starb am 18. September 1988 in Gloucester, England. Das Schicksal seiner Geschwister ist unbekannt. |
|              | HIER LEBTE ILSA WELSOVÁ GEB. 1894 DEPORTIERT 1942 NACH THERESIENSTADT ERMORDET AM 8.3.1944 IN AUSCHWITZ                 | Dobrovského 375/15   | Ida Welsová geb. Kohn wurde am 6. Juli 1894 geboren. Ihre Eltern waren Edmund Kohn Krafft (1862–1935) und Therese geb. Fürth (geb. 1871). Sie hatte vier Geschwister: Gustav (geb. 1892), Ernst (geb. 1895), Walter (geb. 1897) und Ilsa (geb. 1903, später Mandl-von Tupay-Isertingen). Sie war mit Ing. Rudolf Wels verheiratet. Das Paar hatte zwei Söhne, Thomas Albert (geboren am 7. Juni 1920 in Cheb) und Martin (geb. 1925). Der letzte Wohnsitz der Familie vor der Deportation war in Prag XII., Mánesova 53. Am 30. Januar 1942 wurden Ida Welsová, ihr Ehemann und ihr jüngerer Sohn mit dem Transport V ins KZ Theresienstadt deportiert. Ihre Transportnummer war 838 von 1.002. Neunzehn Monate später, am 6. September 1943, wurde die Familie mit dem Transport Dm in das Konzentrationslager Auschwitz deportiert. Ihre Transportnummer war 2767. Mutter, Vater und Sohn wurden vom NS-Regime ermordet. Ihr Sohn Thomas Albert konnte überleben, er starb am 18. September 1988 in Gloucester, England. Ihr Bruder Walter wurde 1942 in Belarus getötet. Das Schicksal der Geschwister Gustav und Ilsa ist unbekannt. Ihr Bruder Ernst konnte überleben, er starb 1984 in Chicago. |
|              | HIER LEBTE ING. EUGEN WIENER GEB. 1878 DEPORTIERT 1942 NACH THERESIENSTADT ERMORDET IN MALY TROSTINEZ                   | Schnirchova 1353/7   | Ing. Eugen Wiener, auch Evžen, wurde am 14. August 1878 in Opava in der Mährisch-Schlesischen Region geboren. Seine Eltern waren Gustav Wiener und Katharina geb. Toch. Er hatte mindestens zwei Brüder, Artur (geb. 1884) und Victor (geb. 1888). Er war mit Katharina geb. Schwarzová verheiratet. Das Paar hatte zumindest einen Sohn, Robert. Der letzte Wohnsitz der Familie vor der Deportation war in Prag VII., Malá Šternberkova 7. Am 30. Juli 1942 wurden Ing. Eugen Wiener und seine Frau verhaftet und in das Konzentrationslager Theresienstadt deportiert. Seine Transportnummer war 287 von 1.001. Fünf Tage später, am 4. August 1942, wurden das Ehepaar mit dem Transport AAz in das Vernichtungslager Maly Trostinez deportiert. Sein Transportnummer war 568 von 1.000. Am 10. August 1942 wurden beide „mit Gas getötet“. Beide Brüder wurden ermordet, Artur im Jahr 1942 in Izbica, Victor in Warschau. Sein Sohn konnte überleben. Am 18. Dezember 1987 erstellte Robert Wiener, von Tel Aviv aus, für Yad Vashem dreizehn Berichte über Opfer der Shoah im Kreis seiner Verwandten und Freunde, darunter die Berichte über den Tod seiner Mutter und seines Vaters. |
|              | HIER LEBTE KATHARINA WIENEROVÁ GEB. SCHWARZOVÁ GEB. 1889 DEPORTIERT 1942 NACH THERESIENSTADT ERMORDET IN MALY TROSTINEZ | Schnirchova 1353/7   | Katharina Wienerová geb. Schwarzová wurde am 10. Juli 1889 in Tullnerbach-Pressbaum in der Nähe von Wien geboren. Ihre Eltern waren Emil Schwarz und Ida geb. Mauthner. Sie war mit Ing. Eugen Wiener verheiratet. Das Paar hatte zumindest einen Sohn, Robert. Der Letzte Wohnsitzes der Familie vor der Deportation war in Prag VII., Malá Šternberkova 7. Am 30. Juli 1942 wurden Katharina Wienerová und ihr Ehemann verhaftet und in das Konzentrationslager Theresienstadt deportiert. Ihre Transportnummer war 288 von 1.001. Fünf Tage später, am 4. August 1942, wurden das Ehepaar mit dem Transport AAz in das Vernichtungslager Maly Trostinez deportiert. Ihre Transportnummer war 569 von 1.000. Am 10. August 1942 wurden beide „mit Gas getötet“. Ihr Sohn konnte überleben. Am 18. Dezember 1987 reichte er, von Tel Aviv aus, die die Berichte über den Tod seiner Mutter und seines Vaters bei Yad Vashem ein. |

## Verlegedaten
Die Stolpersteine in Prag wurden von Gunter Demnig persönlich an folgenden Tagen verlegt: 8. Oktober 2008, 7. November 2009, 12. Juni 2010, 13. bis 15. Juli 2011 und 17. Juli 2013 (soweit die auf der Website des Künstlers angegebenen Termine). Weitere Verlegungen erfolgten am 28. Oktober 2012, sind allerdings auf der Website nicht erwähnt.